# 巨尾魚亞目
巨尾魚亞目（學名：Giganturoidei）是輻鰭魚綱仙女魚目的一個亞目，為一類小型至中型的深海魚，身形纖長，具有大眼與頗長的口裂。其下包含兩個科：深海蜥魚科與巨尾魚科。

## 特徵
巨尾魚亞目的同質共有衍徵包含：
- 第一咽鰓骨（first pharyngobranchial）在比例上明顯比其他魚類長

深海蜥魚科的第一咽鰓骨長度約為第一上鰓骨（first epibranchial）的三分之一，而其他非巨尾魚亞目的仙女魚目則大約等於或小於第一上鰓骨的五分之一。
- 上頜的牙齒主要著生在前上頜骨和齶骨上

深海蜥魚科的牙齒於這兩塊骨頭的發育狀況相當，巨尾魚科則直接缺少前上頜骨，因此上頜的牙齒都長在齶骨上。帆蜥魚亞目和深海似蜥魚的齶骨牙齒數量遠多於前上頜骨，巨口魚目則以前上頜骨與上頜骨為上頜牙齒的主要生長部位，而其他魚類的絕大部分上頜牙齒都位於前上頜骨。
- 所有或大部分髓弓小骨（epineural）發源於脊柱的椎體，且近端不會再穿出椎體再延伸至椎弓。

深海蜥魚科的髓弓小骨僅有前五根發源於椎弓，其餘皆發源自椎體；巨尾魚科的髓弓小骨則全部發源於椎體。其他仙女魚目的髓弓小骨則大多直接發源自椎弓，或是間接穿過椎弓。關係甚遠的鬚鰃反而與巨尾魚亞目相似——第三至第十根髓弓小骨發源於椎體，其餘均源自椎弓。
- 就比例而言，成體的上頜骨比幼體要小上許多。

深海蜥魚科和幼體都有相當大的葉形上頜骨，但至成年時會大幅度的縮小，其他仙女魚目皆未曾被紀錄過這種現象。深海蜥魚科的上頜骨至成體時大部分消失，僅有部分細小的骨骼殘留；成年巨尾魚科的上頜骨則僅在比例上縮小，但形態大致與幼體相似。

## 分類
巨尾魚亞目曾先後被歸為鯨頭魚目、燈籠魚科的近親，以及目前的仙女魚目。這個亞目最初僅包含現今所認定的巨尾魚科，後來美國魚類學家卡蘿·鮑德溫與大衛·強生（G. David Johnson）的比較解剖學研究也將深海蜥魚屬與深海似蜥魚屬劃進其中。2001年，日本京都大學的佐藤友康於博士論文研究中將深海似蜥魚由巨尾魚亞目移至青眼魚亞目，並自成一科，自此巨尾魚亞目剩下深海蜥魚科與巨尾魚科。佐藤於翌年將他的研究與京都大學魚類學家中坊徹次合著為期刊論文並發表，而其後的相關研究也多所採用他們對巨尾魚亞目的分類觀點。
- 深海蜥魚科 Bathysauridae
  - 深海蜥魚屬 Bathysaurus
    - 深海蜥魚 Bathysaurus ferox
    - 尖吻深海蜥魚 Bathysaurus mollis
- 巨尾魚科 Giganturidae
  - 巨尾魚屬 Gigantura
    - 巨尾魚 Gigantura chuni
    - 印度巨尾魚 Gigantura indica